# Schwanenschloß Kinder- und Jugendchor Zwickau

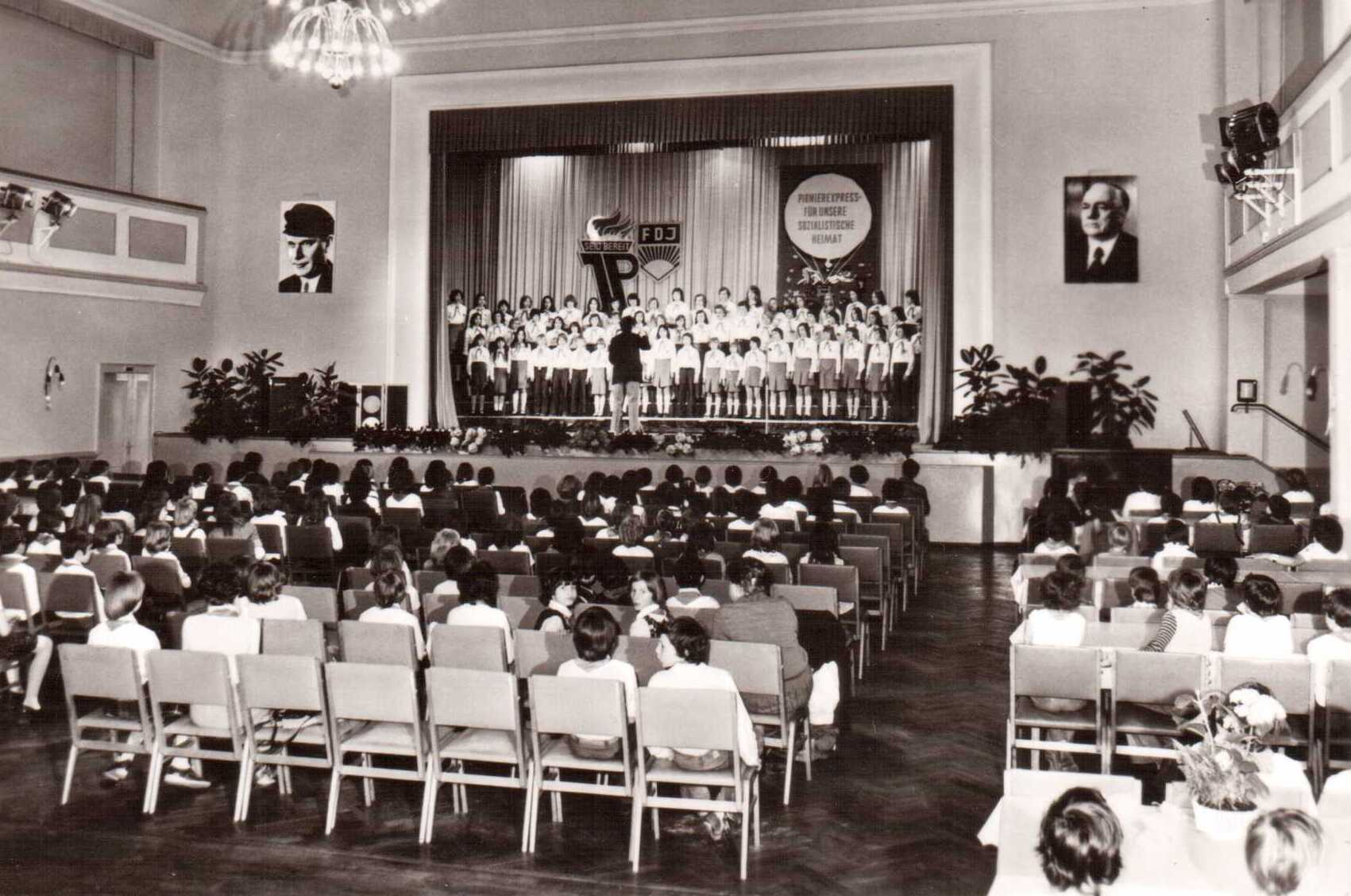
Pionierchor August Bebel des Pionierhauses Wilhelm Pieck (Schwanenschloss), 1979

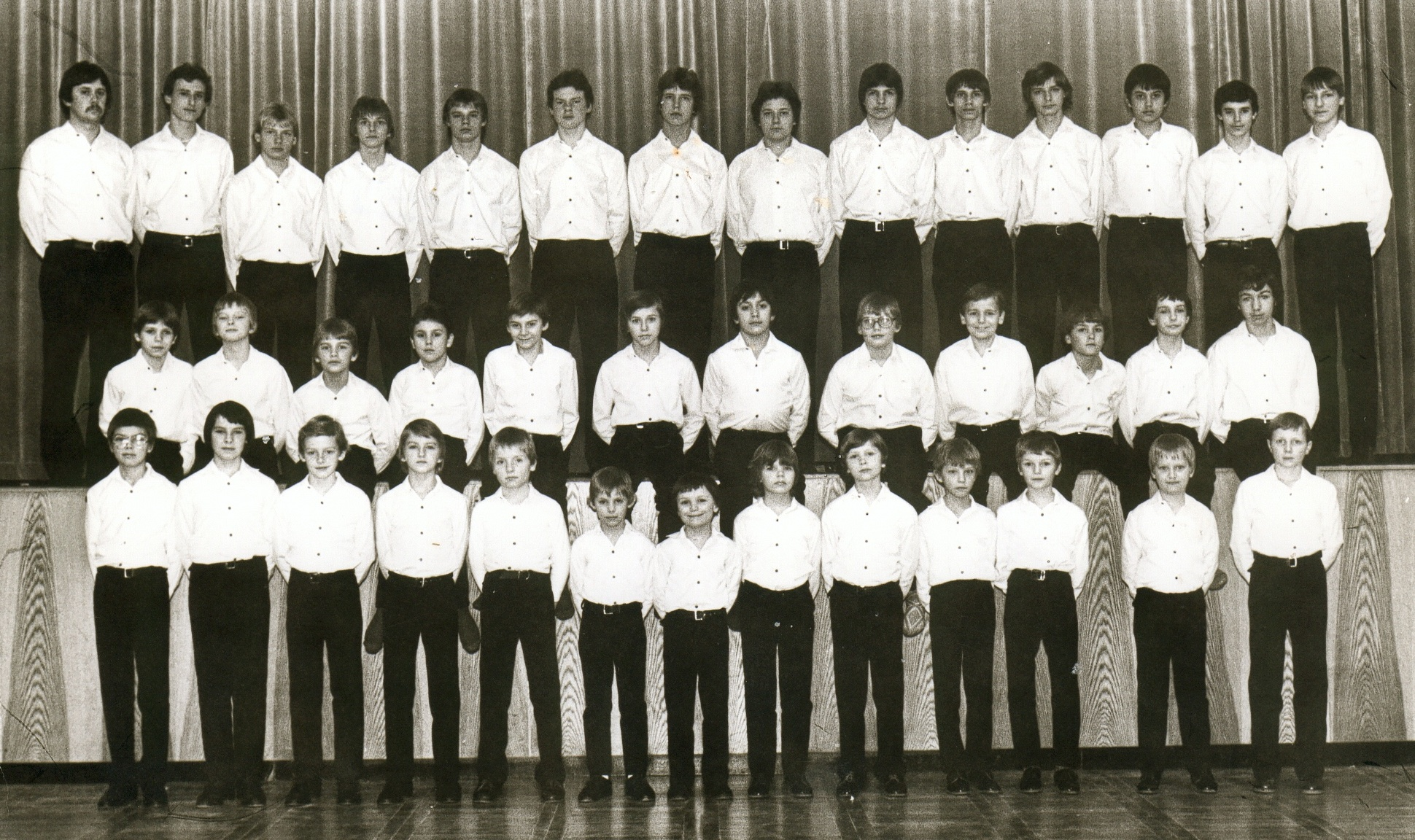
Knabenchor des Pionierchor August Bebel, 1983

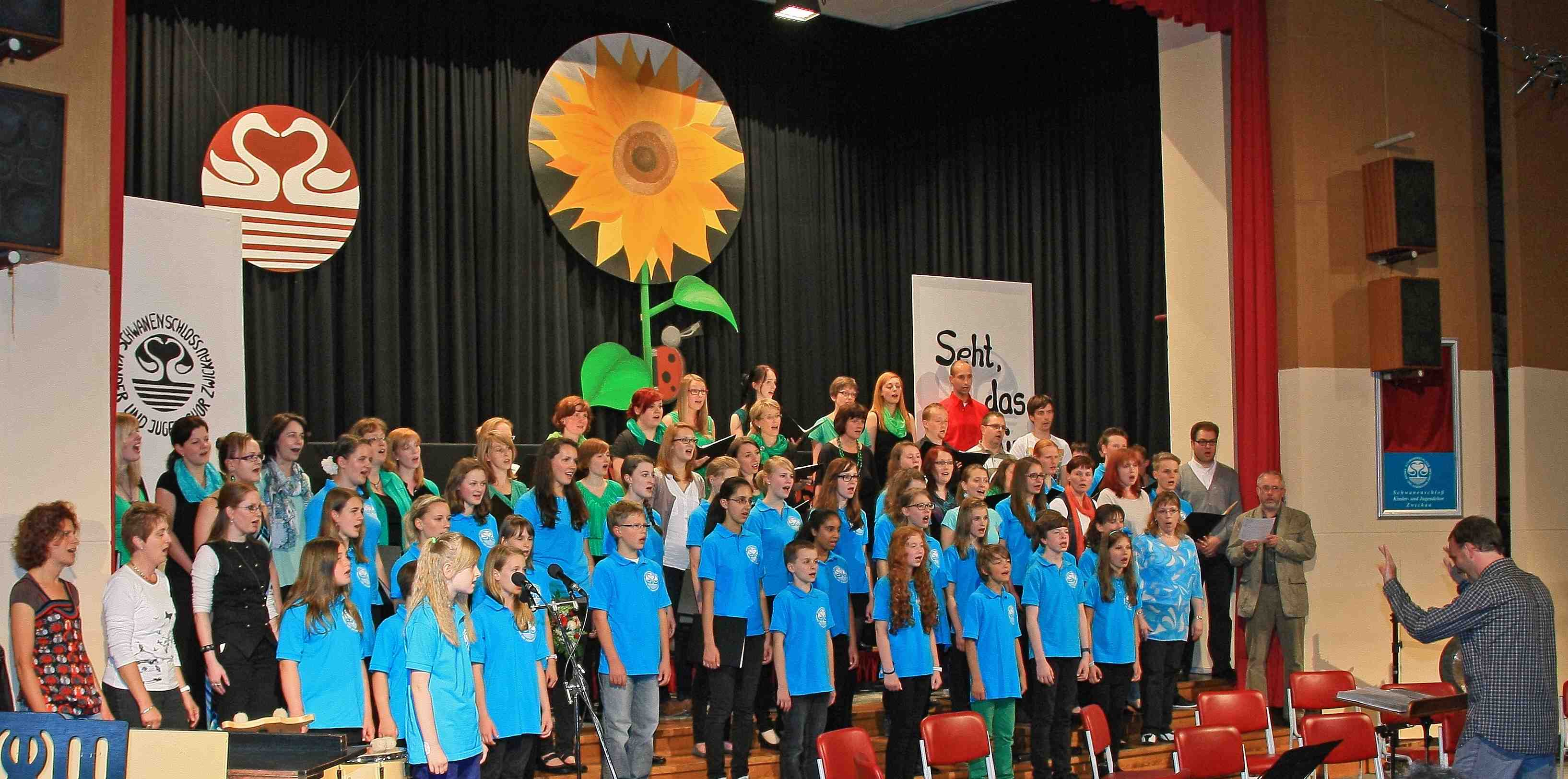
Aufnahme des Chores beim Sommerkonzert „Seht, das sind wir!“, 2013

Der Schwanenschloß Kinder- und Jugendchor Zwickau ist ein Ensemble von gleichstimmigen Chören (Vorschulchor, Kleiner Kinderchor, Kinderchor und Jugendchor) aus Zwickau im Freistaat Sachsen. Chorleiter ist seit 1989 Steffen Klaumünzner.
Der Name des Chores leitet sich von dem im Jahr 1993 abgerissenen Schwanenschloss im Schwanenteichpark ab.

## Geschichte
Am 6. November 1963 gründete Gerald Sulzbach, ein Student des Pädagogischen Institutes Zwickau in der POS Adolph Diesterweg in Schedewitz den Schulchor der Diesterweg-Oberschule. Mit 12 Kindern der 3. und 4. Klasse begann ein neues Kapitel Chorgeschichte, dem 50 erfolgreiche Jahre folgen sollten. Innerhalb weniger Tage gab es 60 Anmeldungen für den neuen Chor. Bereits 1964 fand ein erstes Chorlager in Uebigau statt und im Jahr 1966 ein erster bedeutender Auftritt des Chores außerhalb von Zwickau. Eine Umbenennung des Chores in Pionierchor August Bebel folgte. 1970 nahm der Chor an den Arbeiterfestspielen in Rostock sowie 1972 in Schwerin teil und wurde bereits im Jahr 1971 mit dem Kleinen Robert-Schumann-Preis ausgezeichnet. Seit 1973 gab es erste ausländische Partnerbeziehungen, z. B. in das tschechische Jablonec und 1976 zum Kinderchor Radost in Prag. Weitere große Ereignisse waren 1977 eine Konzertreise in die Volksrepublik Polen sowie 1980 nach Kiew und Wolgograd.
Der Chor zog 1977 in das Schwanenschloss am Zwickauer Schwanenteich ein, welches zur damaligen Zeit Pionierhaus Wilhelm Pieck hieß. Die Mitgliederzahl war angestiegen und der Chor wurde unterteilt in einen reinen Knabenchor sowie einen Kinderchor. 1978 bekam Gerald Sulzbach Unterstützung durch Jochen Wittur († 11. August 2012), der später nach Berlin zog (u. a. Kinderchor Canzonetta). 1982 folgten eine Schallplattenproduktion sowie Rundfunkaufnahmen in Leipzig. Beliebt waren auch die Chorlager in Einsiedel oder Templin und später in Frauenstein und Klingenthal. Diese wurden zu ausgiebigen Proben und zu Vorbereitungen für anstehende Konzerte und Auftritte genutzt. 1985 musste Gerald Sulzbach den Chor verlassen. Der Knabenchor wurde aufgelöst und den Kinderchor führte Jochen Wittur mit Unterstützung durch Ulf Firke weiter. Erfolgreich war der Pionierchor August Bebel innerhalb der DDR, es folgten erste Fernsehauftritte. Im Jahr 1987 gewann der Chor beim Kinderliedfestival in Rostock die Auszeichnung Silberner Greif und 1988 nahm er am Pioniertreffen in Karl-Marx-Stadt teil. Mit der Wende 1989 übernahm Steffen Klaumünzner die Leitung des Chores, bis 1993 mit Unterstützung durch Ulrich Kies.
1990 folgte eine Konzertreise in die Partnerstadt Dortmund. Der Chor wurde erneut umbenannt in Schwanenschloß Kinder- und Jugendchor Zwickau. 1991 nahm der Chor am Internationalen Kinderchorfestival in Halle teil und im Oktober des Jahres an einer weiteren Rundfunkproduktion. 1992 musste der Chor die Räumlichkeiten des Schwanenschlosses aufgeben und zog in das Freizeitzentrum Marienthal. Neben weiteren Konzerten folgten 1993 eine Konzerttournee nach München, Strasbourg und Grenoble sowie im Jahr 1997 eine Konzertreise in die USA. Die Flexibilität des Chores wurde u. a. auch durch den im Jahr 1998 gegründeten Madrigalkreis Schwanenschloß Zwickau (Kammerchor) bewiesen, ein zunächst gemischter Chor und seit 2001 ein gleichstimmiger Mädchen- und Frauenchor, der unter dem Namen Vokalensemble Schwanenschloß auch internationale Wettbewerbe gewinnt. Im Jahr 2001 unternahm der „Schwanenschloß-Chor“ eine Konzert- und Wettbewerbsreise nach Grado in Italien, von der er mit einem Silbernen Diplom vom 3. Internationalen Chorfestival Isola Del Sole zurückkehrte. Seit 2012 ist der Chor dem Robert-Schumann-Konservatorium angegliedert. Im Dezember 2013 fand im Zwickauer Konzert- und Ballhaus Neue Welt das Festkonzert des Chores anlässlich seines 50. Jahrestages statt.

## Preise und Auszeichnungen
- 1987 – „Kinderliedfestival“ in Rostock mit Hauptpreis: Silberner Greif
- 1994 – Pohlheimer Chortage; Goldenes Diplom (1. Platz)
- 2002, 2006 – Robert-Schumann-Chorpreis[3]
- 2003 – Guter Erfolg für den Mädchenchor beim Erwitter Kinder- und Jugendchorwettbewerb
- 2003 – Silbermedaille für das Vokalensemble beim 10. Internationalen Orlando di Lasso Wettbewerb[4]
- 2005 – 3. Preis beim Harmonie Festival in Limburg sowie guter Erfolg beim Sächsischen Chorwettbewerb für das Vokalensemble
- 2006 – Goldenes Diplom (1. Platz) beim „WSCV-Wettbewerb“
- 2008 – Chemnitzer Schul- und Jugendchorwettbewerb „Let’s sing together“ über den sächsischen Chorverband
- 2012 – Sehr guter Erfolg (Wanderpokal) für den Kinderchor beim Westsächsischen Chorverband in Zwickau
- 2012 – Hervorragender Erfolg für das Vokalensemble beim Ostsächsischen Chorwettbewerb in Freital